# Kolonia od Bugaja
Kolonia od Bugaja – część wsi Brdów położonej w Polsce, w województwie wielkopolskim, w powiecie kolskim.
Do 2001 r. miejscowość nosiła nazwę Bugaj-Kolonia.
W latach 1975–1998 Kolonia od Bugaja należała administracyjnie do województwa konińskiego.
W 2022 roku Kolonia od Bugaja została zintegrowana z Brdowem, a ulice otrzymały nazwy: Kolska i Fryderyka Chopina.